# 五帶巨牙天竺鯛
五線巨齒天竺鯛（学名：Cheilodipterus quinquelineatus），又名五帶巨牙天竺鯛、大面側仔、大目側仔，为輻鰭魚綱鈎頭魚目天竺鯛科巨牙天竺鯛屬下的一个种。该物种广泛分布于印度洋-太平洋海域，包括红海，深度0至40公尺，本魚體延長，長橢圓形，體稍側扁，頭大、眼大、口大且斜裂，體被櫛鱗，側線完全，上下頷具犬齒，前鰓蓋骨邊緣鋸齒狀，體色淺灰色到白色，側面帶有五個狹窄的黑色條紋，尾鰭基部黃色，背鰭硬棘7枚、背鰭軟條9枚、臀鰭硬棘2枚、臀鰭軟條8枚，其体长可达13公分，棲息在臨海的礁石平台，成群活動，夜行性，屬肉食性，以小型甲殼類、腹足類及小魚為食，可做為觀賞魚。